# 维莱
维莱（法語：Villé，法語發音：[vile]）是法国下莱茵省的一个市镇，位于该省南部，属于塞莱斯塔-埃尔什泰因区。

## 地理
维莱（48°20'37"N, 7°18'14"E）面积2.84 平方千米，位于法国大東部大區下莱茵省，该省份为法国大陆部分最东部的省份，是阿尔萨斯的一部分，今与上莱茵省组成了阿尔萨斯欧洲集体，其南至上莱茵省，西南接孚日省和默尔特-摩泽尔省，西接摩泽尔省，北与德国接壤。维莱位于孚日山东侧，境内以山地为主，起伏较大。
与维莱接壤的市镇（或旧市镇、城区）包括：布雷唐巴克、阿尔贝、巴桑贝尔、布雷特诺、讷沃埃格利斯、圣马丹、特里耶姆巴克奥瓦。
维莱的时区为UTC+01:00、UTC+02:00（夏令时）。

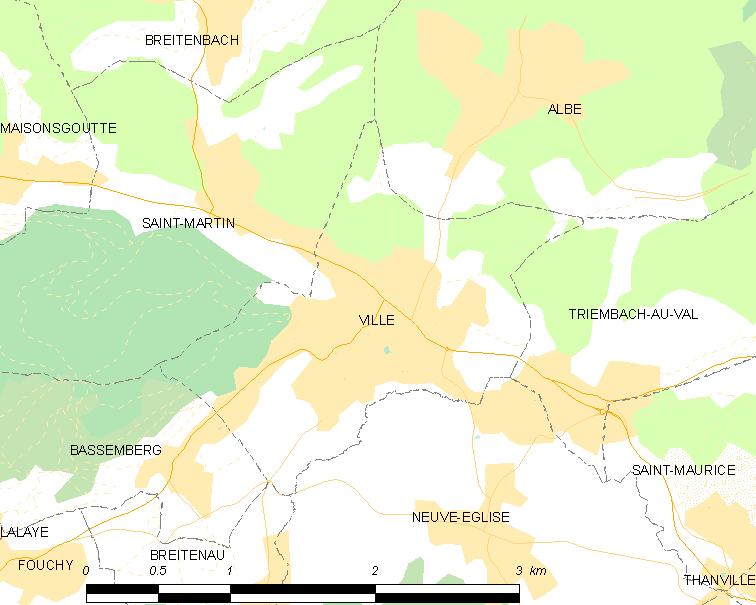
维莱的OSM定位图

## 行政
维莱的邮政编码为67220，INSEE市镇编码为67507。

## 政治
维莱所属的省级选区为米齐格县。

## 交通
下莱茵省城际客运所属的510线大巴车可连接维莱和塞莱斯塔。

## 人口

1962-2008年间维莱人口变化图示

维莱于2022年1月1日时的人口数量为1755人。